# Extinction (película)
Extinction (titulada Welcome to Harmony durante parte del proceso de producción) es una película española de terror postapocalíptico dirigida por Miguel Ángel Vivas y basada en el superventas de Juan de Dios Garduño titulado Y pese a todo (Dolmen Editorial).

## Argumento
Nueve años después de que una infección convirtiese a gran parte de la humanidad en criaturas salvajes y sin intelecto, Patrick, Jack y Lu, una niña de nueve años, sobreviven en aparente tranquilidad en Harmony, un rincón olvidado, cubierto por nieves perennes. Sin embargo, algo terrible ocurrió entre Patrick y Jack y un odio profundo pervive entre ellos. Cuando las criaturas vuelven a aparecer, Patrick y Jack deberán dejar atrás el rencor para proteger lo que más quieren.

## Reparto
| Actor           | Personaje |
| --------------- | --------- |
| Matthew Fox     | Patrick   |
| Jeffrey Donovan | Jack      |
| Quinn McColgan  | Lu        |
| Valeria Vereau  | Emma      |
| Clara Lago      | Woman     |
| Alex Hafner     | Lewinsky  |
| Matt Devere     | Captain   |

## Producción
Las productoras Vaca Films y Ombra Films, con la colaboración de Telefónica Studios y Laokoon Cinema, fueron las encargadas de llevar a la gran pantalla la adaptación de la novela de Garduño, que contó con un presupuesto de unos 7 millones de euros.